# Hans Goebl
Hans Goebl (Viena, 2 d'octubre de 1943) és un romanista austríac especialista en dialectologia i geolingüística.

## Vida i obra
Goebl va estudiar filologia, pedagogia i filosofia de 1962 a 1967 a la Universitat de Viena. El 1970 va defensar la tesi doctoral i el 1980 la d'habilitació a la Universitat de Regensburg. Des de 1982 ha estat catedràtic de lingüística romànica a la Universitat de Salzburg. Ha estat director del laboratori de recerca de dialectometria i del grup de recerca de lingüística variacional romànica de la Universitat de Salzburg. Des de 2012 és professor emèrit. 2009 va rebre la medalla al servei del land del Tirol del sud i el 2013 el premi Wilhelm-Hartel de l'Acadèmia de Ciències Austríaca.
La seva recerca s'ha centrat en la dialectologia i, particularment, ha estat impulsor de la dialectometria. Entre les seves publicacions destaca l'atlas del ladí dolomític (ALD) També ha fet l'anàlisi dialectomètrica de les dades de l'Atlas linguistique de la France.

## Publicacions
Una llista de publicacions es troba a la pàgina web de la Universitat de Salzburg (vegeu enllaços externs).
- Sprachatlas des Dolomitenladinischen und angrenzender Dialekte ALD: Primera part (1985-1998), segona part (1999-)